# Teinostoma lituspalmarum
Teinostoma lituspalmarum är en snäckart som beskrevs av Henry Augustus Pilsbry och McGinty 1945. Teinostoma lituspalmarum ingår i släktet Teinostoma och familjen Vitrinellidae. Inga underarter finns listade i Catalogue of Life.